# Садовый (Новосибирский район)
Садовый — посёлок в Новосибирском районе Новосибирской области России. Входит в состав Станционного сельсовета.

## География
Площадь посёлка — 93 гектара.

## Население
| 2002 | 2007  | 2010  | 2021  |
| ---- | ----- | ----- | ----- |
| 2073 | ↗2199 | ↗2486 | ↗4599 |

## Инфраструктура
В посёлке по данным на 2007 год функционируют 1 учреждение здравоохранения и 1 учреждение образования.